# Aleksandrovo (Merošina)
Aleksandrovo (Servisch: Александрово) is een plaats in de Servische gemeente Merošina. De plaats telt 393 inwoners (2002).